# اونیموشا: طلوع رؤیاها
اونیموشا: طلوع رؤیاها که در ژاپن با نام شین اونیموشا: طلوع رؤیاها (新 鬼武者 Dawn of Dreams) منتشر شد، یک بازی ویدئویی در سبک اکشن ماجراجویی است که توسط کپ‌کام برای پلی‌استیشن ۲ ساخته و منتشر شده است. این ششمین قسمت از مجموعه اونیموشا و چهارمین بازی در سری اصلی مجموعه است که در ژانویه ۲۰۰۶ در ژاپن منتشر شد و پس از آن در آمریکای شمالی و اروپا در ماه مارس منتشر شد. داستان در ژاپن قرون وسطی، دهه‌ها پس از وقایع اونیموشا ۳: محاصره اهریمن روایت می‌شود و بر سوکی، جنگجوی دارای قدرت اونی تمرکز می‌کند که با چندین متحد که همگی هدف یکسانی در متوقف کردن شیاطین دارند همراه می‌شود تا تویوتومی هیده‌یوشی را متوقف کند، کسی که ژاپن را با کمک ارتش شیطانی خود گِنما متحد کرده است و نقشه‌هایی برای تسخیر جهان دارد.
در حالی که بازی ویژگی اکشن عنوان‌های قبلی سری اونیموشا را حفظ می‌کند، تعداد سلاح‌های متنوع تری را ارائه می‌دهد و همچنین گزینه بازگشت به مرحله قبل برای باز کردن محتوای جدید را ارائه می‌دهد. این بازی همچنین یک دوربین سه بعدی و همچنین توانایی مبارزه مداوم در کنار شخصیت‌های کنترل شده با هوش مصنوعی را ارائه می‌دهد که بسته به دستورهای بازیکن حرکت می‌کنند. ساخت طلوع رؤیاها توسط کپ کام به دلیل تقاضای زیاد طرفداران اعلام شد و چندین عضو کپ کام پی بردند که می‌توانند بخش اکشن اونیموشا را پس از کار بر روی سایه روم گسترش دهند. این بازی به منظور جذب گیمرهای ماهر به جای بازار عمومی طراحی شده است که منجر به طراحی‌های جذاب و نه واقعی می‌شود. کیجی اینافونه تهیه‌کننده بازی قبل گفته بود که برخی از گیمرها اونیموشا ۳: محاصره اهریمن را دوست نداشتند زیرا آن را یک بازی سامورایی مناسب نمی‌دانستند. در نتیجه، داستان این عنوان تماماً در ژاپن باستان اتفاق می‌افتد.
پس از انتشار، طلوع رؤیاها با واکنش خوبی از منتقدان مواجه شد. نویسندگان بخش اکشن و اکتشاف را تحسین کردند، اما برخی از عناصر ارائه آن از جمله دیالوگ و صداگذاری آن را نیز مورد انتقاد قرار دادند. با این حال، بازی فروش ضعیفی داشت. طلوع رؤیاها همچنین یک اقتباس سینمایی و دو اسپین آف مانگا دریافت کرد.

## گیم پلی
هنگامی که تجربه کافی به دست می‌آید، سوکی سطح خود را بالا می‌برد که به بازیکن این امکان را می‌دهد تا هر یک از مهارت‌های سوکی را افزایش دهد و در نتیجه یک حرکت جدید به دست آورد. در طول سفر خود، سوکی با چندین متحد آشنا می‌شود که به او می‌پیوندند. بازیکن مسئول حمل سلاح و ارتقاء سطح خود است. به شخصیت دومی که توسط بازیکن کنترل نمی‌شود می‌توان از طریق دکمه‌های جهت دهی فرمان صادر کرد. بازیکن همچنین می‌تواند شخصیت پشتیبان را کنترل کند و به او اجازه می‌دهد تا از مهارت‌های منحصر به فرد شخصیت برای انجام اعمالی استفاده کند که سوکی قادر به انجام آن نیست. به عنوان مثال، جوبی می‌تواند از اندازه کم خود برای راه رفتن در طبقات ضعیف استفاده کند در حالی که تنکای می‌تواند با ارواح ارتباط برقرار کند. همچنین حالت کو-آپ وجود دارد که به بازیکن دوم اجازه می‌دهد تا شخصیت دیگری را کنترل کند.
پس از اتمام مرحله، بازیکن در منطقه ای استراحت می‌کند که در آن شانس رفتن به مرحله قبلی با یک شریک مصمم و باز کردن موارد جدید را پیدا می‌کند. هم تیمی‌های سوکی می‌توانند اقلامی را که سوکی به دست آورده است ترکیب کنند تا یک دارو بسازند. علاوه بر این، یک سیستم فروشگاهی به بازیکن اجازه می‌دهد تا سلاح‌هایی را خریداری کند که می‌توان آن‌ها را ارتقا داد، همراه با لوازم ارزشمندی مانند دارو و لوازم جانبی که مزایای مختلفی را به همراه دارند.

## تولید
اگرچه اونیموشا ۳: محاصره اهریمن به عنوان آخرین بازی اونیموشا اعلام شد، کیجی اینافونه از کپ کام توضیح داد که در واقع آخرین عنوان در خط داستانی نوبوناگا است. پس از انتشار محاصره اهریمن، کپ کام درخواست‌های متعددی از طرف طرفداران برای توسعه یک بازی اونیموشا دیگر دریافت کرد. به‌جای اینکه آن را دنباله‌ای با عنوان اونیموشا ۴ منتشر کنند، تیم به فکر «تنظیم مجدد» فرنچایز بودند زیرا قصد داشتند گیم‌پلی بازی را اصلاح کنند. این بازی به‌طور رسمی در آوریل ۲۰۰۵ معرفی شد. این اعلام شامل فرضیه بازی و شخصیت اصلی جدید بود.
به طلوع رؤیاها گیم پلی جدیدی داده شد. در حالی که سه‌گانه نوبوناگا به بازیکن یک هدف واضح و یک دوربین ثابت می‌دهد، این بازی یک دوربین آزاد را ارائه می‌دهد به این معنی که بازیکنان آزادی کاوش در فضا را دارند. برای جلوگیری از مشکلاتی با دوربین، عملکرد متمرکز شدن روشن‌تر شد در حالی که آنالوگ سمت راست جوی استیک اجازه می‌دهد تا هدف‌گیری دشمن را تغییر دهید. کارکنان تلاش کردند تا بازی را با سرعت ۶۰ فریم در ثانیه حفظ کنند و در عین حال همان کیفیت گرافیکی بازی‌های قبلی را حفظ کنند. به منظور گسترش بخش کاوش بازی، به بازیکنان امکان بازگشت به مراحل قبلی و به دست آوردن آیتم‌ها یا توانایی‌های باز شده در سراسر بازی داده شد. همچنین هدف این بود که به بازیکن گزینه‌های بسیار بیشتری مانند سلاح‌ها و استراتژی‌های متعدد برای شخصیت‌های غیرقابل کنترل داده شود. در مقایسه با تغییری که سری رزیدنت ایول با قسمت چهارم خود داشت، اینافونه تغییرات را کوچک‌تر می‌دید، زیرا اونیموشا همیشه بر روی بخش اکشن متمرکز بود برخلاف رزیدنت اویل که چهارمین عنوان خود از ترسناک بقا به اکشن تغییر داد. او همچنین اشاره کرد که سیستم مبارزه شدیدتر از بازی‌های قبلی خواهد بود. هنگام توسعه سایه روم، تهیه‌کننده یوشینوری اونو و اینافونه متوجه شدند که می‌توانند اونیموشا را با دادن اکشن بیشتر به آن نوآوری کنند. از آنجایی که اونو برخی از پازل‌های بازی‌های قبلی را دوست نداشت، تصمیم گرفت آن‌ها را توسط بازیکنان اختیاری کند تا با شکستن پازل، آیتم مورد نظر را به دست آورند.
سوکی بر خلاف قهرمانان قبلی از هیچ ستاره مشهور هالیوود الگوبرداری نشد زیرا از طرفی استفاده از بازیگران مشهور باعث محدودیت کپ کام در هنگام ساخت پروژه‌های مربوط به فرنچایز خارج از بازی‌های ویدیویی می‌شود اینافونه انتظار داشت که این بازی با شکلی دیگر رسانه ای شود. به منظور اضافه کردن شخصیت‌های بازگشتی علیرغم عدم امکان زندگی در خط داستانی طلوع رؤیاها، کارکنان از نام مستعار استفاده کردند. این موضوع گمانه‌زنی‌های اولیه را ایجاد کرد، به ویژه هویت واقعی تنکای، سامانوسوکه آکچی، که قهرمان بازگشته از بازی‌های قبلی است. اونو به سوالات طرفداران پاسخ نداد و انتظار داشت که با انتشار آن حقیقت را کشف کنند. با وجود تمرکز بر روی بخش اکشن به جای صحنه، تیم طول طرح را کاهش نداد و در عوض آن را دو برابر محتوای خط داستانی نسبت به محاصره اهریمن افزایش داد. اونو بازی قبلی را «بسیار کوتاه» می‌دانست و بنابراین انتظار داشت که بازیکنان این بازی را بین ۳۰ تا ۴۰ ساعت کامل کنند.

## بازخورد و استقبال
| گردآورنده | امتیاز |
| --------- | ------ |
| متاکریتیک | ۸۱/۱۰۰ |

| ناشر           | امتیاز |
| -------------- | ------ |
| گیم رولیشن     | B+     |
| گیم‌اسپات       | 8.0/10 |
| آی‌جی‌ان         | 8.8/10 |
| VideoGamer.com | 8/10   |

طبق گفته کپکام، طلوع رؤیاها پس از انتشار ضعیف عمل کرد. این بازی در سال ۲۰۰۶، چهل و یکمین بازی پرفروش ژاپن بود که در مجموع ۳۲۵۸۷۲ واحد فروخته شد.
طلوع رؤیاها علیرغم محبوبیت ضعیفش، با واکنش انتقادی مثبت انتشارات بازی‌های ویدیویی مواجه شد. در متاکریتیک دارای امتیاز ۸۱ از ۱۰۰ است. دلیل ستایش معمولاً بخش اکشن جدید آن بود که به بازیکن مبارزات متنوع تری می‌داد. آی‌جی‌ان اظهار داشت که «شما با باهوش‌ترین دشمنان جهان مبارزه نخواهید کرد (و برخی از پازل‌ها ممکن است خسته کننده باشند) اما مبارزه فوق‌العاده است». شخصیت‌های قابل کنترل برای دادن ایده به بازیکن برای بازگشت به مراحل قبلی و باز کردن موارد جدید مورد توجه قرار گرفت. اگرچه حالت دو بازیکن جدید مورد استقبال منتقدان قرار گرفته است، اما گیم‌رولوشن به برخی مسائل در آن اشاره کرد که باعث شد آن را کمتر جذاب کند.
در سال ۲۰۰۷، کیجی اینافونه اظهار داشت که از آنجایی که طلوع رؤیاها فاقد شخصیت‌های مبتنی بر بازیگران واقعی است، احساس می‌کند که ارزش سرگرمی از دست رفته است. در نتیجه، او اظهار داشت که اگر بازی اونیموشا دیگری بسازد، تعداد بیشتری از این شخصیت‌ها را اضافه خواهد کرد. اینافونه همچنین در مورد ساخت دنباله‌ای برای طلوع رؤیاها صحبت کرد، اما او بیشتر به توسعه افسانه‌های مگامن ۳ علاقه داشت.